# Stelestylis anomala
Stelestylis anómala es una de las tres especies de fanerógamas del género Stelestylis (junto a Stelestylis stylaris y Stelestylis surinamensis). Se distribuye por Venezuela, concretamente en la Cordillera de la Costa.

## Taxonomía
Stelestylis anomala fue descrita por Gunnar Wilhelm Harling  y publicado en Acta Horti Bergiani 18(1): 398, f. 109c–e, t. 106. 1958.